# یائو ایزیاوونا
یائو ایزیاوونا (انگلیسی: Yao Aziawonou؛ زادهٔ ۳۰ نوامبر ۱۹۷۹) یک بازیکن فوتبال اهل توگو است.
وی همچنین در تیم ملی فوتبال توگو بازی کرده‌است.